# Integripelta meta
Integripelta meta is een mosdiertjessoort uit de familie van de Eurystomellidae. De wetenschappelijke naam van de soort is voor het eerst geldig gepubliceerd in 2009 door Seo & Min.